# 2008 au cinéma
| Années du cinéma : 2005 - 2006 - 2007 - 2008 - 2009 - 2010 - 2011    |
| Décennies du cinéma : 1970 - 1980 - 1990 - 2000 - 2010 - 2020 - 2030 |

Cet article présente les faits marquants de l'année 2008 au cinéma.

## Événements
- Bienvenue chez les Ch'tis, réalisé par Dany Boon, détrône le record d'entrée pour un film français, anciennement détenu par La Grande Vadrouille et approche de près Titanic de James Cameron, avec plus de 20 millions d'entrées.

## Festival

### Cannes

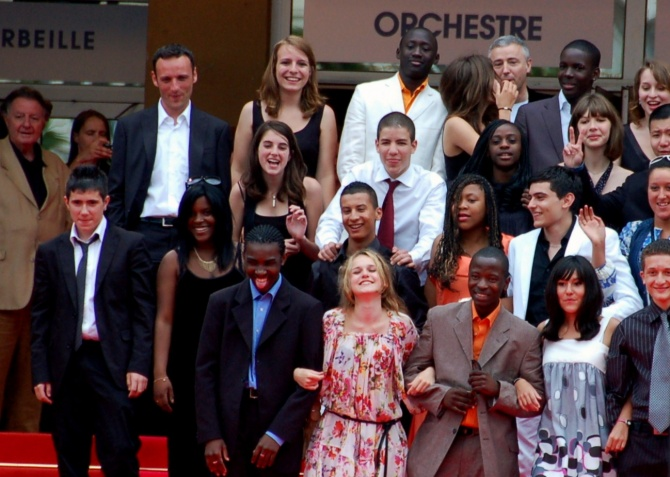
L'équipe dEntre les murs au Festival de Cannes.

Le 61e Festival de Cannes se tient du 14 au 25 mai 2008.
La Palme d'or est décernée au film français Entre les murs de Laurent Cantet.

### Autres festivals
- du 15 au 20 janvier : 11e Festival international du film de comédie de l'Alpe d'Huez
- du 10 au 15 mars : 9e Festival international du film d'Aubagne - Music & Cinema[1].
- du 29 mars au 4 avril : Festival de cinéma méditerranéen de Tétouan
- du 7 au 13 avril : 18e Festival du cinéma africain, d’Asie et d’Amérique latine de Milan : Prix du meilleur long métrage « Fenêtre sur le monde » pour Le Cahier (2007) de Hana Makhmalbaf (Iran)
- du 1er au 6 juillet : 8e Festival international du film fantastique de Neuchâtel
- 14e Semaine du cinéma britannique d'Abbeville.
- Festival du film de Sundance.
- 15e Fantastic'Arts de Gerardmer.
- 58e Festival international du film de Berlin.
- 20e Fespaco (Festival panafricain du cinéma et de la télévision de Ouagadougou).
- 10e Festival du film asiatique de Deauville.
- 30e Festival international de films de femmes de Créteil.
- 32e Festival international du film d'animation d'Annecy.
- 6e Festival Paris Cinéma
- 65e Mostra de Venise.
- du 5 au 14 septembre 2008 : 34e Festival du cinéma américain de Deauville[2]
- 16e Festival Jules Verne Aventures
- 23e Festival des cinémas d'Irlande et de Grande-Bretagne de Cherbourg-Octeville
- 6e Festival du making of
- 22e Festival international de films de Fribourg (FIFF)
- du 26 novembre au 30 novembre : 16e Festival du cinéma russe à Honfleur : Grand prix : Champ sauvage (Дикое поле), 2008, de Mikhaïl Kalatozichvili

## Récompenses

### Oscars
- La 80e cérémonie des Oscars s'est déroulée le dernier dimanche de février, le 24 février 2008 et fut animée par Jon Stewart.

### Césars
- La 33e cérémonie des Césars se déroule le 22 février[3]. Elle est animée par Antoine de Caunes[3] et présidée par Jean Rochefort[4].

### Autres récompenses
- Prix Romy-Schneider décerné à Audrey Dana.
- Juin 2008 : Le prix « Sunny Side of the Doc » est attribué au réalisateur bulgare Andrey Paounov pour le film The Mosquito Problem.
- Septembre 2008 : 
  - Grand Prix du jury au Festival du cinéma américain de Deauville pour The Visitor, de Thomas McCarthy.
  - Prix du jury au Festival du cinéma américain de Deauville pour Ballast, de Lance Hammer.
- Novembre 2008 :  
  - Samedi 22 novembre 2008 : Le 8e Festival international du film de Marrakech (FIFM), présidé par le réalisateur, scénariste et producteur américain Barry Levinson et lors duquel quinze films internationaux étaient en compétition, décerne ses prix :

l'Étoile d'or est attribuée au film russe Wild Field, du réalisateur géorgien Mikhaïl Kalatozichvili,
le Prix de la meilleure interprétation masculine est attribué à l'acteur finlandais Eero Aho pour son rôle dans le film finlandais Tears of April,
le Prix de la meilleure interprétation féminine est attribué à l'actrice américaine Melissa Leo pour son rôle dans le film américain Frozen River,
Le prix du jury a été décerné au film chinois The Shaft, du réalisateur Zhang Chi.
- - Vendredi 28 novembre 2008 : Cérémonie de clôture du 32e Festival international de cinéma du Caire. Le prix du meilleur film est attribué au film espagnol Retour à Hansala de la réalisatrice Chus Gutiérrez et a également été primé par le jury de l'Union internationale des critiques (Fipresci). Le prix du meilleur scénario a été attribué conjointement au film belge Cut Loose de Jan Verheyen et au film français L'Empreinte de l'ange de Safy Nebbou. Ce dernier a également obtenu le prix Naguib-Mahfouz de la meilleure réalisation pour ses deux premières œuvres.
- Décembre 2008 : 
  - Les gagnants de la sélection des dix pires films de l'année sur le marché américain, établi par le quotidien américain New York Post, sont : la comédie Love Gourou de Mike Myers (no 1) et The Hottie and The Nottie de l'héritière Paris Hilton (no 2).
  - Samedi 6 décembre 2008 : Le film italien Gomorra a remporté le prix du meilleur film de l'année ainsi que quatre autres récompenses à la 21e cérémonie du prix du cinéma européen (EFA) à Copenhague.
  - Vendredi 12 décembre 2008 : Le prix Louis-Delluc 2008, qui récompense le meilleur film français sorti pendant l'année, est décerné à Paris au documentaire La Vie moderne de Raymond Depardon[5]. Le prix du premier film a été décerné à L'Apprenti de Samuel Collardey.

## Box-office

### France
Pour un article plus général, voir Box-office français.
| Class.                                                       | Titre                                           | Pays                  | Réalisateur                  | Box-Office France  | Semaines     |
| ------------------------------------------------------------ | ----------------------------------------------- | --------------------- | ---------------------------- | ------------------ | ------------ |
| 1.                                                           | Bienvenue chez les Ch'tis                       |                       | Dany Boon                    | 20 458 104 entrées | 24 sem (fin) |
| 2.                                                           | Astérix aux Jeux olympiques                     |                       | Frédéric Forestier           | 6 815 350 entrées  | 12 sem (fin) |
| 3.                                                           | Madagascar 2                                    | États-Unis d'Amérique | Eric Darnell et Tom McGrath  | 5 244 136 entrées  | 13 sem (fin) |
| 4.                                                           | Indiana Jones et le Royaume du crâne de cristal | États-Unis d'Amérique | Steven Spielberg             | 4 199 771 entrées  | 15 sem (fin) |
| 5.                                                           | Quantum of Solace                               |                       | Marc Forster                 | 3 722 798 entrées  | 11 sem (fin) |
| 6.                                                           | WALL-E                                          | États-Unis d'Amérique | Andrew Stanton               | 3 246 425 entrées  | 23 sem (fin) |
| 7.                                                           | Kung Fu Panda                                   | États-Unis d'Amérique | Mark Osborne, John Stevenson | 3 231 982 entrées  | 23 sem (fin) |
| 8.                                                           | Le Monde de Narnia : Le Prince Caspian          | États-Unis d'Amérique | Andrew Adamson               | 3 113 676 entrées  | 15 sem (fin) |
| 9.                                                           | Hancock                                         | États-Unis d'Amérique | Peter Berg                   | 3 077 695 entrées  | 13 sem (fin) |
| 10.                                                          | The Dark Knight : Le Chevalier noir             | États-Unis d'Amérique | Christopher Nolan            | 3 036 568 entrées  | 11 sem (fin) |
| 11.                                                          | Disco                                           |                       | Fabien Onteniente            | 2 435 015 entrées  | 8 sem (fin)  |
| 12.                                                          | Mesrine : L'Instinct de mort                    |                       | Jean-François Richet         | 2 260 723 entrées  | 12 sem (fin) |
| Source : cbo-boxoffice.com - chiffres arrêtés au 4 mars 2009 |                                                 |                       |                              |                    |              |

### Suisse
| Class.                                                   | Titre                                           | Pays                  | Réalisateur                    | Box-Office Suisse | Date de sortie |
| -------------------------------------------------------- | ----------------------------------------------- | --------------------- | ------------------------------ | ----------------- | -------------- |
| 1.                                                       | Madagascar 2                                    | États-Unis d'Amérique | Eric Darnell et Tom McGrath    | 827 547 entrées   | 03/12          |
| 2.                                                       | Quantum of Solace                               |                       | Marc Forster                   | 800 676 entrées   | 05/11          |
| 3.                                                       | Bienvenue chez les Ch'tis                       |                       | Dany Boon                      | 772 612 entrées   | 27/02          |
| 4.                                                       | Mamma Mia !                                     | États-Unis            | Phyllida Lloyd                 | 658 508 entrées   | 10/08          |
| 5.                                                       | Indiana Jones et le Royaume du crâne de cristal | États-Unis            | Steven Spielberg               | 412 542 entrées   | 21/05          |
| 6.                                                       | Australia                                       | États-Unis d'Amérique | Baz Luhrmann                   | 410 403 entrées   | 25/12          |
| 7.                                                       | Kung Fu Panda                                   | États-Unis d'Amérique | Mark Osborne et John Stevenson | 375 723 entrées   | 09/07          |
| 8.                                                       | Hancock                                         | États-Unis d'Amérique | Peter Berg                     | 348 949 entrées   | 09/07          |
| 9.                                                       | WALL-E                                          | États-Unis d'Amérique | Andrew Stanton                 | 348 465 entrées   | 30/07          |
| 10.                                                      | The Dark Knight : Le Chevalier noir             | États-Unis d'Amérique | Christopher Nolan              | 310 539 entrées   | 13/08          |
| Source : Procinema.ch - chiffres arrêtés au 22 août 2009 |                                                 |                       |                                |                   |                |

### États-Unis - Canada
| Class.                               | Titre                                           | Pays                  | Réalisateur                    | Box-Office Us | Date de sortie |
| ------------------------------------ | ----------------------------------------------- | --------------------- | ------------------------------ | ------------- | -------------- |
| 1.                                   | The Dark Knight : Le Chevalier noir             | États-Unis d'Amérique | Christopher Nolan              | 533,345,358 $ | 18/07/2008     |
| 2.                                   | Iron Man                                        | États-Unis d'Amérique | Jon Favreau                    | 318,412,101 $ | 02/05/2008     |
| 3.                                   | Indiana Jones et le Royaume du crâne de cristal | États-Unis d'Amérique | Steven Spielberg               | 317,101,119 $ | 21/05/2008     |
| 4.                                   | Hancock                                         | États-Unis d'Amérique | Peter Berg                     | 227,946,274 $ | 02/07/2008     |
| 5.                                   | WALL-E                                          | États-Unis d'Amérique | Andrew Stanton                 | 223,808,164 $ | 27/06/2008     |
| 6.                                   | Kung Fu Panda                                   | États-Unis d'Amérique | Mark Osborne et John Stevenson | 215,434,591 $ | 6/06/2008      |
| 7.                                   | Twilight, chapitre I : Fascination              | États-Unis d'Amérique | Catherine Hardwicke            | 191,465,414 $ | 21/11/2008     |
| 8.                                   | Madagascar 2                                    | États-Unis d'Amérique | Eric Darnell et Tom McGrath    | 180,010,950 $ | 07/11/2008     |
| 9.                                   | Quantum of Solace                               |                       | Marc Forster                   | 168,368,427 $ | 13/08/2008     |
| 10.                                  | Horton                                          | États-Unis d'Amérique | Jimmy Hayward et Steve Martino | 154,529,439 $ | 14/03/2008     |
| 11.                                  | Sex and the City, le film                       | États-Unis d'Amérique | Michael Patrick King           | 152,647,258 $ | 30/05/2008     |
| 12.                                  | Gran Torino                                     | États-Unis d'Amérique | Clint Eastwood                 | 148,095,302 $ | 12/12/2008     |
| 13.                                  | Mamma Mia !                                     | États-Unis d'Amérique | Phyllida Lloyd                 | 144,130,063 $ | 18/07/2008     |
| 14.                                  | Marley et Moi                                   | États-Unis d'Amérique | David Frankel                  | 143,153,753 $ | 25/12/2008     |
| 15.                                  | Le Monde de Narnia : Le Prince Caspian          | États-Unis d'Amérique | Andrew Adamson                 | 141,621,490 $ | 16/05/2008     |
| 16.                                  | Slumdog Millionaire                             |                       | Danny Boyle                    | 141,319,928 $ | 12/11/2008     |
| 17.                                  | L'Incroyable Hulk                               | États-Unis d'Amérique | Louis Leterrier                | 134,806,913 $ | 13/06/2008     |
| 18.                                  | Wanted : Choisis ton destin                     | États-Unis d'Amérique | Timur Bekmambetov              | 134,508,551 $ | 07/03/2008     |
| 19.                                  | Max la Menace                                   | États-Unis d'Amérique | Peter Segal                    | 130,319,208 $ | 20/06/2008     |
| 20.                                  | L'Étrange Histoire de Benjamin Button           | États-Unis d'Amérique | David Fincher                  | 127,500,095 $ | 25/12/2008     |
| 21.                                  | Tout... sauf en famille                         | États-Unis d'Amérique | Seth Gordon                    | 120,146,040 $ | 26/11/2008     |
| 22.                                  | Volt, star malgré lui                           | États-Unis d'Amérique | Chris Williams et Byron Howard | 114,053,579 $ | 21/11/2008     |
| 23.                                  | Tonnerre sous les tropiques                     | États-Unis d'Amérique | Ben Stiller                    | 110,515,313 $ | 13/08/2008     |
| 24.                                  | Histoires enchantées                            | États-Unis d'Amérique | Adam Shankman                  | 110,101,975 $ | 25/12/2008     |
| 25.                                  | La Momie : La Tombe de l'empereur Dragon        | États-Unis d'Amérique | Rob Cohen                      | 102,491,776 $ | 01/08/2008     |
| 26.                                  | Voyage au centre de la Terre                    | États-Unis d'Amérique | Eric Brevig                    | 101,704,370 $ | 11/07/2008     |
| 27.                                  | L'Œil du mal                                    | États-Unis d'Amérique | D. J. Caruso                   | 101,440,743 $ | 26/09/2008     |
| 28.                                  | Frangins malgré eux                             | États-Unis d'Amérique | Adam McKay                     | 100,468,793 $ | 25/07/2008     |
| 29.                                  | Rien que pour vos cheveux                       | États-Unis d'Amérique | Dennis Dugan                   | 100,018,837 $ | 6/06/2008      |
| Box-Office Us arrêté au 19 juin 2009 |                                                 |                       |                                |               |                |
| Source : boxofficemojo.com           |                                                 |                       |                                |               |                |

## Principales sorties en salles en France

### Premier trimestre
| Sortie à Paris  | Titre                                                | Pays                                | Réalisateur                                | Distribution                                                                      |
| --------------- | ---------------------------------------------------- | ----------------------------------- | ------------------------------------------ | --------------------------------------------------------------------------------- |
| 2 janvier 2008  | Dante 01                                             |                                     | Marc Caro                                  | Lambert Wilson, Dominique Pinon                                                   |
| 2 janvier 2008  | Aliens vs Predator : Requiem                         | États-Unis d'Amérique               | Colin Strause et Greg Strause              | Steven Pasquale, Reiko Aylesworth, Gina Holden                                    |
| 16 janvier 2008 | Enfin veuve                                          |                                     | Isabelle Mergault                          | Michèle Laroque                                                                   |
| 16 janvier 2008 | La Guerre selon Charlie Wilson                       | États-Unis d'Amérique               | Mike Nichols                               | Tom Hanks, Julia Roberts, Philip Seymour Hoffman                                  |
| 23 janvier 2008 | Sweeney Todd : Le Diabolique Barbier de Fleet Street | États-Unis d'Amérique · Royaume-Uni | Tim Burton                                 | Johnny Depp, Helena Bonham Carter                                                 |
| 23 janvier 2008 | No Country for Old Men                               | États-Unis d'Amérique               | Joel et Ethan Coen                         | Tommy Lee Jones, Javier Bardem, Josh Brolin                                       |
| 30 janvier 2008 | Astérix aux Jeux olympiques                          |                                     | Frédéric Forestier Thomas Langmann         | Clovis Cornillac, Gérard Depardieu, Benoît Poelvoorde, Alain Delon                |
| 30 janvier 2008 | Cortex                                               |                                     | Nicolas Boukhrief                          | André Dussollier, Marthe Keller                                                   |
| février 2008    | Underdog                                             | États-Unis d'Amérique               | Frederik Du Chau                           | Alex Neuberger, Peter Dinklage                                                    |
| février 2008    | Chasseurs de dragons                                 |                                     | Guillaume Ivernel et Arthur Qwak           | Patrick Timsit, Vincent Lindon                                                    |
| 6 février 2008  | Les Liens du sang                                    |                                     | Jacques Maillot                            | François Cluzet, Guillaume Canet, Clotilde Hesme                                  |
| 6 février 2008  | Brave Story                                          |                                     | Kōichi Chigira                             | Takako Matsu (voix), Eiji Wentz (voix)                                            |
| 13 février 2008 | Benjamin Gates et le Livre des secrets               | États-Unis d'Amérique               | Jon Turteltaub                             | Nicolas Cage, Jon Voight, Diane Kruger                                            |
| 13 février 2008 | Max et Co                                            |                                     | Samuel Guillaume, Frédéric Guillaume       | Lorànt Deutsch (voix)                                                             |
| 13 février 2008 | Les Cerfs-volants de Kaboul                          | États-Unis                          | Marc Forster                               | Saïd Taghmaoui                                                                    |
| 20 février 2008 | Jumper                                               | États-Unis                          | Doug Liman                                 | Hayden Christensen, Samuel L. Jackson, Jamie Bell                                 |
| 20 février 2008 | Paris                                                |                                     | Cédric Klapisch                            | Romain Duris, Albert Dupontel, François Cluzet, Juliette Binoche, Fabrice Luchini |
| 27 février 2008 | Bienvenue chez les Ch'tis                            |                                     | Dany Boon                                  | Kad Merad, Dany Boon, Anne Marivin                                                |
| 27 février 2008 | There Will Be Blood                                  | États-Unis                          | Paul Thomas Anderson                       | Daniel Day-Lewis                                                                  |
| mars 2008       | Alone                                                |                                     | Parkpoom Wongpoom et Banjong Pisanthanakun |                                                                                   |
| 12 mars 2008    | Les Femmes de l'ombre                                |                                     | Jean-Paul Salomé                           | Sophie Marceau, Mélanie Laurent, Marie Gillain, Julie Depardieu                   |
| 12 mars 2008    | 10 000                                               | États-Unis                          | Roland Emmerich                            | Nathanael Baring, Tim Barlow (en)                                                 |
| 12 mars 2008    | MR73                                                 |                                     | Olivier Marchal                            | Daniel Auteuil, Olivia Bonamy                                                     |
| 19 mars 2008    | Case 39                                              | États-Unis d'Amérique               | Christian Alvart                           | Renée Zellweger                                                                   |
| 19 mars 2008    | J'ai toujours rêvé d'être un gangster                |                                     | Samuel Benchetrit                          | Jean Rochefort, Anna Mouglalis                                                    |

### Deuxième trimestre
| Sortie à Paris | Titre                                           | Pays                  | Réalisateur                         | Distribution                                                                 |
| -------------- | ----------------------------------------------- | --------------------- | ----------------------------------- | ---------------------------------------------------------------------------- |
| 2 avril        | Disco                                           |                       | Fabien Onteniente                   | Franck Dubosc, Emmanuelle Béart, Gérard Depardieu                            |
| 2 avril        | Horton                                          | États-Unis d'Amérique | Jimmy Hayward et Steve Martino      | Jim Carrey, Steve Carell                                                     |
| 4 avril        | Shine a Light                                   | États-Unis d'Amérique | Martin Scorsese                     | The Rolling Stones                                                           |
| 9 avril        | Les Randonneurs à Saint-Tropez                  |                       | Philippe Harel                      | Karin Viard, Géraldine Pailhas, Benoît Poelvoorde, Vincent Elbaz             |
| 9 avril        | L'Île de Nim                                    | États-Unis d'Amérique | Mark Levin, Jennifer Flackett       | Jodie Foster, Gerard Butler                                                  |
| 9 avril        | Sexy Dance 2                                    | États-Unis d'Amérique | Jon Chu                             | Robert Hoffman, Briana Evigan                                                |
| 9 avril        | Wanted : Choisis ton destin                     | États-Unis d'Amérique | Timur Bekmambetov                   | Morgan Freeman, Angelina Jolie                                               |
| 16 avril       | Les Chroniques de Spiderwick                    | États-Unis d'Amérique | Mark Waters                         | Freddie Highmore, Sarah Bolger, Mary-Louise Parker                           |
| 16 avril       | Passe-passe                                     |                       | Tonie Marshall                      | Nathalie Baye, Édouard Baer                                                  |
| 23 avril       | Ca$h                                            |                       | Éric Besnard                        | Jean Dujardin, Jean Reno, Alice Taglioni, Valeria Golino                     |
| 30 avril       | Sans arme, ni haine, ni violence                |                       | Jean-Paul Rouve                     | Jean-Paul Rouve, Alice Taglioni                                              |
| 30 avril       | Iron Man                                        | États-Unis d'Amérique | Jon Favreau                         | Robert Downey Jr., Terrence Howard, Jeff Bridges                             |
| 7 mai          | Jackpot                                         | États-Unis d'Amérique | Tom Vaughan                         | Cameron Díaz, Ashton Kutcher                                                 |
| 7 mai          | Bataille à Seattle                              | États-Unis d'Amérique | Stuart Townsend                     | Martin Henderson, Charlize Theron                                            |
| 14 mai         | Cleaner                                         | États-Unis d'Amérique | Renny Harlin                        | Samuel L. Jackson, Eva Mendes, Ed Harris                                     |
| 14 mai         | Semi-pro                                        | États-Unis d'Amérique | Kent Alterman                       | Will Ferrell, Woody Harrelson                                                |
| 21 mai         | Indiana Jones et le Royaume du crâne de cristal | États-Unis d'Amérique | Steven Spielberg                    | Harrison Ford, Shia LaBeouf, Cate Blanchett                                  |
| 21 mai         | Nés en 68                                       |                       | Olivier Ducastel, Jacques Martineau | Laetitia Casta, Yannick Renier                                               |
| 21 mai         | Un conte de Noël                                |                       | Arnaud Desplechin                   | Catherine Deneuve, Chiara Mastroianni, Emmanuelle Devos, Mathieu Amalric     |
| 28 mai         | Sex and the City, le film                       | États-Unis d'Amérique | Michael Patrick King                | Sarah Jessica Parker, Kim Cattrall, Cynthia Nixon                            |
| 28 mai         | Grace Is Gone                                   | États-Unis d'Amérique | James C. Strouse                    | John Cusack, Alessandro Nivola, Gracie Bednarczyk                            |
| 28 mai         | Française                                       |                       | Souad El-Bouhati                    | Hafsia Herzi                                                                 |
| 28 mai         | Rise                                            | États-Unis d'Amérique | Sebastian Gutierrez                 | Lucy Liu, Michael Chiklis, Robert Forster                                    |
| 4 juin         | Super Héros Movie                               | États-Unis d'Amérique | Craig Mazin                         | Drake Bell, Sara Paxton, Pamela Anderson                                     |
| 11 juin        | Phénomènes                                      | États-Unis d'Amérique | M. Night Shyamalan                  | Mark Wahlberg                                                                |
| 11 juin        | Bancs publics (Versailles Rive-Droite)          |                       | Bruno Podalydès                     | Denis Podalydès Jean-Noël Brouté, Emmanuelle Devos                           |
| 18 juin        | Speed Racer                                     |                       | Andy et Larry Wachowski             | Emile Hirsch, Christina Ricci, Nicholas Elia                                 |
| 24 juin        | 50 Years! Of Love?                              | Afrique du Sud        | Karin Slater, Steven Bartlo         |                                                                              |
| 25 juin        | Le Monde de Narnia : Le Prince Caspian          | États-Unis d'Amérique | Andrew Adamson                      | William Moseley, Anna Popplewell, Georgie Henley, Skandar Keynes, Ben Barnes |
| 30 juin        | Ralph                                           | États-Unis d'Amérique | Tim Story                           |                                                                              |

### Troisième trimestre
| Sortie à Paris | Titre                                    | Pays                  | Réalisateur                    | Distribution                                                                                                 |
| -------------- | ---------------------------------------- | --------------------- | ------------------------------ | --- |
| 13 août        | The Dark Knight : Le Chevalier noir      | États-Unis d'Amérique | Christopher Nolan              | Christian Bale, Michael Caine, Heath Ledger, Gary Oldman, Aaron Eckhart, Maggie Gyllenhaal et Morgan Freeman |
| 9 juillet      | Hancock                                  | États-Unis d'Amérique | Peter Berg                     | Will Smith, Charlize Theron, Jason Bateman                                                                   |
| 9 juillet      | Kung Fu Panda                            | États-Unis d'Amérique | John Stevenson et Mark Osborne | Jack Black, Dustin Hoffman, Angelina Jolie                                                                   |
| 30 juillet     | X-Files : Régénération                   | États-Unis d'Amérique | Chris Carter                   | David Duchovny, Gillian Anderson, Amanda Peet, Xzibit, Billy Connolly                                        |
| 30 juillet     | L'Incroyable Hulk                        | États-Unis d'Amérique | Louis Leterrier                | Edward Norton, Liv Tyler, Tim Roth, William Hurt                                                             |
| 6 août         | WALL-E                                   | États-Unis d'Amérique | Andrew Stanton                 | Ben Burtt, Sigourney Weaver                                                                                  |
| 13 août        | La Momie : La Tombe de l'empereur Dragon | États-Unis d'Amérique | Rob Cohen                      | Brendan Fraser, Jet Li                                                                                       |
| 13 août        | Gomorra                                  |                       | Matteo Garrone                 | Toni Servillo, Marco Macor, Ciro Petrone                                                                     |
| 20 août        | Tonnerre sous les tropiques              | États-Unis d'Amérique | Ben Stiller                    | Ben Stiller, Jack Black, Robert Downey Jr.                                                                   |
| 20 août        | Shaolin Basket                           | États-Unis d'Amérique | Kevin Chu                      | Jay Chou, Bo-lin Chen,                                                                                       |
| 27 août        | Babylon A.D.                             |                       | Mathieu Kassovitz              | Vin Diesel, Mélanie Thierry                                                                                  |
| 27 août        | Bangkok Dangerous                        | États-Unis d'Amérique | Oxide Pang Chun                | Nicolas Cage, James With                                                                                     |
| 10 septembre   | Max la Menace                            | États-Unis d'Amérique | Peter Segal                    | Steve Carell, Anne Hathaway, Alan Arkin                                                                      |
| 10 septembre   | Mirrors                                  | États-Unis d'Amérique | Alexandre Aja                  | Kiefer Sutherland, Paula Patton                                                                              |
| 16 septembre   | Obscénité et Vertu                       | États-Unis d'Amérique | Madonna                        | Eugene Hütz                                                                                                  |
| 17 septembre   | Cliente                                  |                       | Josiane Balasko                | Éric Caravaca, Nathalie Baye                                                                                 |
| 24 septembre   | Mamma Mia !                              | États-Unis d'Amérique | Phyllida Lloyd                 | Meryl Streep, Pierce Brosnan, Amanda Seyfried, Colin Firth                                                   |
| 24 septembre   | Entre les murs                           |                       | Laurent Cantet                 | François Bégaudeau                                                                                           |

### Quatrième trimestre
| Sortie à Paris | Titre                                    | Pays                  | Réalisateur                      | Distribution                                                               |
| -------------- | ---------------------------------------- | --------------------- | -------------------------------- | -------------------------------------------------------------------------- |
| 1er octobre    | Le Cas 39                                | États-Unis d'Amérique | Christian Alvart                 | Renée Zellweger, Ian McShane                                               |
| 1er octobre    | Appaloosa                                | États-Unis d'Amérique | Ed Harris                        | Viggo Mortensen, Renée Zellweger, Jeremy Irons                             |
| 8 octobre      | La Loi et l'Ordre                        | États-Unis d'Amérique | Jon Avnet                        | Al Pacino, Robert De Niro                                                  |
| 8 octobre      | Khamsa                                   |                       | Karim Dridi                      | Marco Cortes                                                               |
| 8 octobre      | Coluche : L'Histoire d'un mec            |                       | Antoine de Caunes                | François-Xavier Demaison, Léa Drucker                                      |
| 15 octobre     | Course à la mort                         | États-Unis d'Amérique | Paul Anderson                    | Jason Statham, Tyrese Gibson, Natalie Martinez                             |
| 21 octobre     | Magique                                  |                       | Philippe Muyl                    | Cali, Marie Gillain                                                        |
| 22 octobre     | Les Chimpanzés de l'espace               | États-Unis d'Amérique | Kirk DeMicco                     |                                                                            |
| 22 octobre     | High School Musical 3 : Nos années lycée | États-Unis d'Amérique | Kenny Ortega                     | Zac Efron, Vanessa Hudgens, Ashley Tisdale, Lucas Grabeel, Corbin Bleu     |
| 29 octobre     | Hellboy 2 : Les Légions d'or maudites    | États-Unis d'Amérique | Guillermo del Toro               | Ron Perlman, Selma Blair                                                   |
| 29 octobre     | Fly Me to the Moon                       |                       | Ben Stassen                      | Trevor Gagnon                                                              |
| 31 octobre     | Quantum of Solace (Bond 22)              | États-Unis d'Amérique | Marc Forster                     | Daniel Craig, Olga Kurylenko, Mathieu Amalric                              |
| 5 novembre     | Saw V                                    | États-Unis d'Amérique | David Hackl                      | Tobin Bell                                                                 |
| 5 novembre     | Mensonges d'État                         | États-Unis d'Amérique | Ridley Scott                     | Leonardo DiCaprio, Russell Crowe                                           |
| 12 novembre    | Max Payne                                | États-Unis d'Amérique | John Moore                       | Mark Wahlberg, Mila Kunis, Olga Kurylenko                                  |
| 12 novembre    | La Bande à Baader                        |                       | Uli Edel                         | Martina Gedeck                                                             |
| 19 novembre    | J'irai dormir à Hollywood                |                       | Antoine de Maximy                | Antoine de Maximy                                                          |
| 26 novembre    | Le Transporteur 3                        |                       | Olivier Megaton                  | Jason Statham, Robert Knepper, François Berléand                           |
| 3 décembre     | Madagascar 2                             | États-Unis d'Amérique | Eric Darnell, Tom McGrath        | Ben Stiller, Chris Rock, Alec Baldwin, Jada Pinkett Smith, David Schwimmer |
| 3 décembre     | Mia et le Migou                          |                       | Jacques-Rémy Girerd              | Dany Boon, Jean-Pierre Coffe                                               |
| 17 décembre    | Largo Winch                              |                       | Jérôme Salle                     | Tomer Sisley, Kristin Scott Thomas, Mélanie Thierry, et Gilbert Melki      |
| 24 décembre    | Tout... sauf en famille                  | États-Unis d'Amérique | Seth Gordon                      | Vince Vaughn, Reese Witherspoon, Robert Duvall                             |
| 24 décembre    | Australia                                | États-Unis d'Amérique | Baz Luhrmann                     | Nicole Kidman, Hugh Jackman, David Wenham                                  |
| 24 décembre    | Louise-Michel                            |                       | Gustave Kervern, Benoît Delépine | Yolande Moreau, Bouli Lanners                                              |
| 24 décembre    | Histoires enchantées                     | États-Unis d'Amérique | Adam Shankman                    | Adam Sandler, Courteney Cox, Keri Russell                                  |
| 24 décembre    | Le Bon, la Brute et le Cinglé            |                       | Kim Jee-woon                     | Jung Woo-sung, Lee Byung-hun, Song Kang-ho                                 |

## Principaux décès

### 1ertrimestre
Janvier 2008
- 1er janvier : Irena Górska-Damięcka, 97 ans, actrice, metteur en scène et directrice de théâtre polonaise.
- 1er janvier : Peter Caffrey, 58 ans, acteur irlandais : attaque cérébrale.
- 3 janvier : Alexandre Abdoulov, 54 ans, acteur russe : cancer du poumon.
- 5 janvier : Édward Kłosiński, 65 ans, cinéaste polonais.
- 6 janvier : János Körmendi, 80 ans, actrice hongroise.
- 8 janvier : Jadwiga Żukowska, 81 ans, réalisatrice polonaise de films documentaires.
- 10 janvier : Maila Nurmi, 86 ans, actrice américano-finlandaise.
- 14 janvier : Alain Feydeau, 73 ans, acteur français. Petit-fils de l'auteur français Georges Feydeau.
- 15 janvier : Brad Renfro, 25 ans, acteur américain : overdose d'héroïne.
- 17 janvier : Carlos, 64 ans, chanteur et acteur français
- 18 janvier : Ugo Pirro, 87 ans, scénariste italien.
- 19 janvier : Suzanne Pleshette, 70 ans, actrice américaine : cancer
- 20 janvier : Urs Hefti, 63 ans, acteur suisse.
- 21 janvier : Jiří Sequens, 85 ans, cinéaste tchèque.
- 21 janvier : Luís Carlos Tourinho, 43 ans, acteur brésilien.
- 22 janvier : Heath Ledger, 28 ans, acteur australien : intoxication par médicaments.
- 22 janvier : Milenko Zablaćanski, 53 ans, acteur serbe.
- 23 janvier : Jaume Sorribas, 59 ans, acteur espagnol.
- 25 janvier : Louisa Horton Hill, 87 ans, actrice américaine.
- 26 janvier : Christian Brando, 49 ans, acteur américain, fils de Marlon Brando.
- 28 janvier : Marie Takvam, 81 ans, actrice norvégienne.
- 28 janvier : Józef Polok, 49 ans, acteur polonais.
- 29 janvier : Philippe Khorsand, 59 ans, acteur français : hémorragie interne.
- 30 janvier : Claude Faraldo, 71 ans, acteur, réalisateur et scénariste français : crise cardiaque.
- 30 janvier : Roland Selmeczi, 39 ans, acteur hongrois : accident de voiture.

Février 2008
- 1er février : Shell Kepler, 49 ans, actrice américaine.
- 2 février : Barry Morse, 89 ans, acteur, réalisateur et scénariste canadien d'origine britannique.
- 4 février : Augusta Dabney, 89 ans, actrice américaine.
- 8 février : Eva Dahlbeck, 87 ans, actrice et écrivaine suédoise : maladie d'Alzheimer.
- 9 février : Robert DoQui, 73 ans, acteur américain. Il a joué le Sergent Reed dans la saga RoboCop.
- 10 février : Roy Scheider, 75 ans, acteur américain : maladie de Kahler.
- 13 février : Kon Ichikawa, 92 ans, cinéaste japonais.
- 13 février : Rajendra Nath, 75 ans, acteur indien.
- 15 février : 
  - Bruno Devoldère, 60 ans, acteur français spécialisé dans le doublage
  - Ashley Callie, 32 ans, actrice sud-africaine.
- 16 février : Boris Khmelnitsky, 67 ans, acteur russe.
- 20 février : Emily Perry, 100 ans, actrice britannique.
- 21 février : Ana González, 92 ans, actrice chilienne.
- 22 février : Rubens de Falco, 76 ans, acteur brésilien.
- 22 février : Dennis Letts, 73 ans, acteur américain d'origine britannique.
- 22 février : Oswaldo Louzada, 95 ans, acteur brésilien.
- 23 février : Joanna Wizmur, 50 ans, actrice et réalisatrice polonaise.
- 26 février : Bodil Udsen, 83 ans, actrice danoise.

Mars 2008
- 2 mars : Sofiko Tchiaoureli, 70 ans, actrice géorgienne, (° 21 mai 1937).
- 6 mars : Gustaw Holoubek, 84 ans, acteur de théâtre et de cinéma, réalisateur polonais.
- 8 mars : Colette Bergé, 66 ans, actrice française.
- 18 mars : Anthony Minghella, 54 ans, réalisateur, scénariste, producteur et acteur britannique : hémorragie cérébrale à la suite d’une intervention sur une tumeur au cou.
- 20 mars : Paul Scofield, 86 ans, acteur britannique.
- 24 mars : Rafael Azcona, 81 ans, scénariste, réalisateur et acteur espagnol.
- 24 mars : Richard Widmark, 93 ans, acteur et producteur américain.
- 24 mars : Dina Sassoli, 87 ans, actrice de théâtre et de cinéma italienne.
- 25 mars : Abby Mann, 81 ans, scénariste américain.
- 30 mars : Marie-Françoise Audollent, 64 ans, actrice française.
- 31 mars : Jules Dassin, 96 ans, cinéaste américain.

### 2etrimestre
Avril 2008
- 1er avril : Mosko Alkalai, 77 ans, acteur israélien.
- 5 avril : Charlton Heston, 84 ans, acteur américain : maladie d'Alzheimer.
- 6 avril : Jacques Berthier, 92 ans, acteur français.
- 8 avril : Stanley Kamel, 65 ans, acteur américain : crise cardiaque.
- 9 avril : Jacques Morel, 87 ans, acteur de cinéma et de théâtre français.
- 12 avril : Dieter Eppler, 81 ans, acteur allemand.
- 15 avril : Benoît Lamy, 62 ans, réalisateur belge.
- 20 avril : Farid Chopel, 55 ans, acteur français : cancer.

Mai 2008
- 13 mai : John Phillip Law, 70 ans, acteur américain.
- 18 mai : Joseph Pevney, 96 ans, acteur et réalisateur américain.
- 24 mai : Rob Knox, 18 ans, acteur britannique : meurtre par arme blanche.
- 25 mai : Dick Martin, 86 ans, acteur, réalisateur et producteur américain : maladie pulmonaire.
- 26 mai : Sydney Pollack, 73 ans, réalisateur et acteur américain : cancer.

Juin 2008
- 2 juin : Mel Ferrer, 90 ans, acteur et réalisateur américain.
- 6 juin : Pascal Massix, 48 ans, acteur français de doublage.
- 7 juin : Dino Risi, 91 ans, cinéaste italien.
- 16 juin : Henri Labussière, 87 ans, acteur français de doublage
- 17 juin : Cyd Charisse, 87 ans, danseuse et actrice américaine : crise cardiaque[6].
- 18 juin : Jean Delannoy, 100 ans, cinéaste français[7].

### 3etrimestre
- 27 juillet : Youssef Chahine, 82 ans, réalisateur, acteur, scénariste et producteur de cinéma égyptien.
- 9 août : Bernie Mac, 60 ans, acteur américain
- 10 août : Isaac Hayes, 65 ans, acteur, chanteur, scientologue et pianiste américain
- 18 août : Henry Djanik, 82 ans, acteur français de doublage.
- 24 septembre : Michel Modo, 71 ans, acteur français.
- 26 septembre : Paul Newman, 83 ans, réalisateur, acteur, scénariste, producteur et philanthrope américain.

### 4etrimestre
- 11 octobre : Vija Artmane, 79 ans, actrice lettone.
- 13 octobre : Guillaume Depardieu, 37 ans, acteur, réalisateur, scénariste français : pneumonie.
- 2 novembre : John Daly, 71 ans, cinéaste et producteur britannique : cancer.
- 13 décembre : Horst Tappert, 85 ans, acteur allemand.
- 20 décembre : Robert Mulligan, 83 ans, réalisateur américain.

## Sources
1. ↑  « Festival International du Film d'Aubagne 2008 », sur AlloCiné (consulté le 21 décembre 2020)
2. ↑  (fr) Affiche du 34e festival sur honfleur-magazine.fr
3. 1 2  Site officiel des Césars du cinéma
4. ↑  Nouvel Obs du 17-01-2008 16:16
5. ↑  Le Figaro.fr, Le prix Delluc 2008 à Raymond Depardon
6. ↑  Le Monde, 20 juin 2008
7. ↑  Le Monde, 22 juin 2008